# Maybrit Illner
Maybrit Illner z domu Klose (ur. 12 stycznia 1965 w Berlinie Wschodnim) – niemiecka dziennikarka i prezenterka telewizyjna.

## Życiorys
Po maturze w berlińskiej Friedrich-Engels-Oberschule, studiowała w latach 1984–1988 dziennikarstwo na Karl-Marx-Universität w Lipsku. Podczas studiów wstąpiła do Socjalistycznej Partii Jedności Niemiec (SED), z której wystąpiła w 1989 roku.
Karierę rozpoczęła w enerdowskiej telewizji Deutscher Fernsehfunk jako reporterka w redakcji sportowej, gdzie następnie do 1991 roku prowadziła audycje azur – das Reisejournal i Abendjournal. W 1992 roku redaktor w dziale politycznym Ostdeutscher Rundfunk Brandenburg (ORB). W tym samym roku rozpoczęła współpracę z ZDF prowadząc do 1998 roku poranne pasmo ZDF-morgenmagazin.
Od 1999 roku prowadzi na antenie drugiego programu niemieckiej telewizji państwowej polityczny talk show – Maybrit Illner (do 2007 pod tytułem Berlin Mitte). W latach 2010–2012 prowadziła program informacyjny heute-journal. Od 2002 jest współprowadzącą debat wyborczych przed wyborami parlamentarnymi.
Jej pierwszym mężem w latach 1988–2007 był pisarz Michael Illner. Od 2010 żona byłego szefa Deutsche Telekom René Obermanna.